# Кагарлицька міська рада
Кагарли́цька міська́ ра́да — адміністративно-територіальна одиниця та орган місцевого самоврядування в Кагарлицькому районі Київської області. Адміністративний центр — місто Кагарлик.

## Загальні відомості
- Територія ради: 671.6 км²
- Населення ради: 27731 особи (станом на 2020 рік)
- Територією ради протікає Росава

## Населені пункти
Міській раді підпорядковані населені пункти:
| м. Кагарлик                                     |
| с. Бурти, с. Очеретяне                          |
| с. Горохове, с. Горохівське                     |
| с. Горохуватка с. Іванівка с. Тарасівка         |
| с. Демівщина с. Оріхове                         |
| с. Зелений Яр                                   |
| с. Кадомка с. Зорівка, Калинівка                |
| с. Леонівка с. Антонівка                        |
| с. Липовець                                     |
| с. Ліщинка с. Тернівка с. Расавка               |
| с. Мирівка, с. Бендюгівка                       |
| с. Новосілки                                    |
| с. Переселення                                  |
| с. Слобода, с. Расавка                          |
| с. Стави                                        |
| с. Сущани                                       |
| с. Халча, с. Виселкове, с. Воронівка с. Зікрачі |
| с. Черняхів                                     |
| с. Шпендівка                                    |
| с. Шубівка с. Землянка                          |

## Склад ради
Рада складається з 26 депутатів та міського голови.
- Міський голова: Панюта Олександр Олексійович
- Секретар ради: Демиденко Людмила Вікторівна

### Депутати
За результатами місцевих виборів 2020 року депутатами ради стали:

#### За суб'єктами висування
| Політична партія "НАШ КРАЙ"                             | 6 | 23.08 |
| ПОЛІТИЧНА ПАРТІЯ "ЄВРОПЕЙСЬКА СОЛІДАРНІСТЬ"             | 4 | 15.38 |
| ПОЛІТИЧНА ПАРТІЯ "СЛУГА НАРОДУ"                         | 4 | 15.38 |
| політична партія Всеукраїнське об’єднання "Батьківщина" | 3 | 11.54 |
| ПОЛІТИЧНА ПАРТІЯ "ЗА МАЙБУТНЄ"                          | 3 | 11.54 |
| ПОЛІТИЧНА ПАРТІЯ "ОПОЗИЦІЙНА ПЛАТФОРМА – ЗА ЖИТТЯ"      | 2 | 7.69  |
| Політична партія "Радикальна Партія Олега Ляшка"        | 2 | 7.69  |
| політична партія Всеукраїнське об’єднання "Свобода"     | 2 | 7.69  |

#### За округами
| Бема Геннадій Васильович           |
| Береговенко Юрій Степанович        |
| Д’ячков Денис Олегович             |
| Будюк Сергій Миколайович           |
| Васелюк Олександр Павлович         |
| Верголяс Віктор Володимирович      |
| Вітенко Володимир Євгенійович      |
| Воловенко Максим Петрович          |
| Воловенко Олена Петрівна           |
| Волошин Олег Миколайович           |
| Губань Микола Петрович             |
| Демиденко Людмила Вікторівна       |
| Драпіковський Валерій Арікович     |
| Коваленко Роман Володимирович      |
| Коваль Любов Євгенівна             |
| Коломійчук Михайло Анатолійович    |
| Кулініченко Григорій Володимирович |
| Лисий Іван Миколайович             |
| Мамій Василь Григорович            |
| Онука Людмила Валентинівна         |
| Палій Іван Миколайович             |
| Савченко Олег Іванович             |
| Синюк Світлана Миколаївна          |
| Сушко Людмила Володимирівна        |
| Таран Віталій Григорович           |
| Широкоступ Олександр Васильович    |